# Mamady Diambou
Mamady Diambou (Bamako, 2002. november 11. –) mali válogatott labdarúgó, az osztrák Red Bull Salzburg játékosa.

## Pályafutása

### Klubcsapatokban
Diambou a mali fővárosban, Bamakoban született. Az ifjúsági pályafutását a Guidars akadémiájánál kezdte.
2021-ben mutatkozott be az osztrák Red Bull Salzburg első osztályban szereplő felnőtt keretében. Először a 2021. október 3-ai, LASK ellen 3–1-re megnyert mérkőzés 77. percében, Mohamed Camara cseréjeként lépett pályára. 2021-ben a Liefering, míg a 2022–23-as szezon második felében a svájci első osztályban érdekelt Luzern csapatát erősítette kölcsönben.

### A válogatottban
2023 júniusában bekerült az U23-as mali válogatott végső keretébe, amely az U23-as Afrikai nemzetek kupáján vett részt. Bronzérmet szereztek a tornán, amivel kvalifikálták magukat a 2024. évi nyári olimpiai játékokra. 2024. március 26-án gólpasszal debütált a felnőtt válogatottban Nigéria ellen.

## Statisztika
2024. szeptember 1. szerint.
| Klub                   | Szezon   | Bajnokság           | Bajnokság | Bajnokság | Kupa  | Kupa  | Nemzetközi | Nemzetközi | Összesen | Összesen |
| Klub                   | Szezon   | Bajnokság           | Mérk.     | Gólok     | Mérk. | Gólok | Mérk.      | Gólok      | Mérk.    | Gólok    |
| ---------------------- | -------- | ------------------- | --------- | --------- | ----- | ----- | ---------- | ---------- | -------- | -------- |
| Red Bull Salzburg      | 2021–22  | Osztrák Bundesliga  | 8         | 0         | 2     | 0     | —          | —          | 10       | 0        |
| Red Bull Salzburg      | 2022–23  | Osztrák Bundesliga  | 4         | 0         | 2     | 0     | —          | —          | 6        | 0        |
| Red Bull Salzburg      | 2023–24  | Osztrák Bundesliga  | 13        | 0         | 2     | 0     | 0          | 0          | 15       | 0        |
| Red Bull Salzburg      | 2024–25  | Osztrák Bundesliga  | 4         | 0         | 1     | 0     | 3          | 0          | 8        | 0        |
| Red Bull Salzburg      | Összesen | Összesen            | 29        | 0         | 7     | 0     | 3          | 0          | 39       | 0        |
| Liefering (kölcsönben) | 2020–21  | 2. Liga             | 14        | 1         | 0     | 0     | —          | —          | 14       | 1        |
| Liefering (kölcsönben) | 2021–22  | 2. Liga             | 18        | 2         | 0     | 0     | —          | —          | 18       | 2        |
| Liefering (kölcsönben) | Összesen | Összesen            | 32        | 3         | 0     | 0     | 0          | 0          | 32       | 3        |
| Luzern (kölcsönben)    | 2022–23  | Svájci Super League | 13        | 0         | 1     | 0     | —          | —          | 14       | 0        |
| Luzern (kölcsönben)    | Összesen | Összesen            | 13        | 0         | 1     | 0     | 0          | 0          | 14       | 0        |
| Összesen               | Összesen | Összesen            | 74        | 3         | 8     | 0     | 3          | 0          | 85       | 3        |

## Sikerei, díjai
Red Bull Salzburg
- Osztrák Bundesliga
  - Bajnok (2): 2021–22, 2022–23

- Osztrák Kupa
  - Győztes (1): 2021–22